# Spilosoma pura
Spilosoma pura là một loài bướm đêm thuộc phân họ Arctiinae, họ Erebidae.